# Dušan Vrťo
Dušan Vrťo (* 29. října 1965, Banská Štiavnica) je bývalý slovenský fotbalový obránce, v současnosti sportovní ředitel FC Baník Ostrava. Jako hráč působil na klubové úrovni mimo Slovensko v Česku, Skotsku a Rakousku. Mimo Slovensko trénoval také v Česku. Je bývalý slovenský reprezentant. Jeho syn Tomáš je fotbalový útočník či záložník.

## Klubová kariéra
Svoji fotbalovou kariéru začal v Senici, kde prošel všemi mládežnickými kategoriemi. V roce 1983 přišel s trenérem Jarábkem do Baníku Ostrava, který se pro něj stal prvním zahraničním angažmá. V roce 1984 nastoupil na vojenskou službu v Dukle Banská Bystrica, kde odehrál 5 ligových utkání. V roce 1986 se vrátil do Ostravy. V roce 1992 přestoupil do skotského klubu Dundee FC, odkud se do Baníku v roce 1996 vrátil na další 3 sezóny. Kariéru ukončil v rakouském Amstettenu v roce 2001.

## Ligová bilance
| Ročník                                      | Zápasy | Góly | Klub                  |
| ------------------------------------------- | ------ | ---- | --------------------- |
| 1. slovenská národní fotbalová liga 1981/82 | 10     | 0    | SH Senica             |
| 1. slovenská národní fotbalová liga 1982/83 | 24     | 0    | SH Senica             |
| 1. československá fotbalová liga 1983/84    | 15     | 2    | Baník Ostrava         |
| 1. československá fotbalová liga 1984/85    | 5      | 0    | Dukla Banská Bystrica |
| 1. československá fotbalová liga 1985/86    | 3      | 0    | Baník Ostrava         |
| 1. československá fotbalová liga 1986/87    | 19     | 0    | Baník Ostrava         |
| 1. československá fotbalová liga 1987/88    | 17     | 1    | Baník Ostrava         |
| 1. československá fotbalová liga 1988/89    | 16     | 1    | Baník Ostrava         |
| 1. československá fotbalová liga 1989/90    | 20     | 0    | Baník Ostrava         |
| 1. československá fotbalová liga 1990/91    | 20     | 0    | Baník Ostrava         |
| 1. československá fotbalová liga 1991/92    | 22     | 0    | Baník Ostrava         |
| Scottish Premier League 1992/93             | 32     | 1    | Dundee FC             |
| Scottish Premier League 1993/94             | 38     | 0    | Dundee FC             |
| Scottish Division I 1994/95                 | 22     | 0    | Dundee FC             |
| Scottish Division I 1995/96                 | 27     | 0    | Dundee FC             |
| 1. česká fotbalová liga 1996/97             | 22     | 0    | FC Baník Ostrava      |
| Gambrinus liga 1997/98                      | 18     | 0    | FC Baník Ostrava      |
| Gambrinus liga 1998/99                      | 14     | 1    | FC Baník Ostrava      |
| CELKEM                                      | 344    | 6    |                       |

## Trenérská kariéra
Po skončení kariéry se stal trenérem Baníku Ostrava, kde nejprve trénoval U18 a posléze U16 a U17. V letech 2004-05 byl asistentem u A-týmu Ostravy. V roce 2006 trénoval Vítkovice, kde vykonával funkci asistenta. Poté vedl U21 v Baníku. V září 2015 se stal hlavním koučem FK Senica, jelikož trenér Juraj Sabol neměl profesionální licenci. V této funkci vydržel do konce sezóny a poté odešel do FC Baník Ostrava.

## Funkcionářská kariéra
V lednu 2010 se stal sportovním manažerem Senice, kde působil 6,5 let až do června 2016. Poté začal působil v roli sportovního ředitele u FC Baník Ostrava,